# Aghajari
Aghajari (persiska: Āqā Jarī, Āghājārī, Āghā Jārī, آغاجاری) är en ort i Iran.   Den ligger i provinsen Khuzestan, i den centrala delen av landet, 600 km söder om huvudstaden Teheran. Aghajari ligger 151 meter över havet och antalet invånare är 21 785.
Staden är administrativt centrum för delprovinsen (shahrestan) Aghajari.
Terrängen runt Aghajari är varierad. Runt Aghajari är det ganska tätbefolkat, med 62 invånare per kvadratkilometer. Närmaste större samhälle är Omīdīyeh, 13,7 km nordväst om Aghajari. Trakten runt Aghajari är ofruktbar med lite eller ingen växtlighet.